# Xavier Henry
Xavier Henry (Gante, Bélgica, 15 de marzo de 1991) es un exjugador de baloncesto estadounidense que disputó 5 temporadas en la NBA. Con 1,98 metros de estatura, jugaba en las posiciones de escolta y alero. Nació en Bélgica porque su padre jugó profesionalmente en aquel país a principios de los años 90.

## Trayectoria deportiva

### Universidad
Tras haber disputado en 2009 el prestigioso McDonald's All American Game, en el que anotó 14 puntos, y el Nike Hoop Summit disputado en el Rose Garden Arena de Portland, en el que consiguió 22 puntos, incluidos 6 triples, jugó durante una única temporada con los Jayhawks de la Universidad de Kansas, en la que promedió 13,4 puntos, 4,4 rebotes y 1,5 asistencias por partido.
En su primer partido como universitario anotó 27 puntos ante Hofstra, batiendo el récord histórico de los Jayhawks de puntos anotados en un debut. Semanas más tarde conseguiría 31 ante La Salle, siendo el primer freshman de Kansas en pasar de 30 puntos desde Paul Pierce, quedándose a 4 del récord que todavía posee Danny Manning desde 1985. Al término de la temporada fue incluido en el mejor quinteto de novatos de la Big 12 Conference.
El 23 de abril Henry anunció que renunciaba a los tres años que le quedaban de carrera universitaria para presentarse al Draft de la NBA.

#### Estadísticas
| Año     | Equipo | PJ | PT | MPP  | %TC  | %3P  | %TL  | RPP | APP | ROB | TPP | PPP  |
| ------- | ------ | -- | -- | ---- | ---- | ---- | ---- | --- | --- | --- | --- | ---- |
| 2009–10 | Kansas | 36 | 36 | 27.5 | .458 | .418 | .783 | 4.4 | 1.5 | 1.5 | .5  | 13.4 |

### Profesional
Fue elegido en la diudécima posición del Draft de la NBA de 2010 por los Memphis Grizzlies.
El 4 de enero de 2012, fue enviado a los New Orleans Hornets en un traspaso de tres bandas entre los Grizzlies, Hornets y Philadelphia 76ers.
El 5 de septiembre de 2013, Henry firmó con Los Angeles Lakers. El 29 de octubre de 2013, hizo su debut liderando a los Lakers a una victoria por 116-103 sobre Los Angeles Clippers, al anotar un récord personal de 22 puntos. El 27 de febrero de 2014, fue asignado a Los Angeles D-Fenders de la NBA Development League. El 2 de marzo de 2014, fue llamado por los Lakers. El 7 de abril de 2014, Henry se sometió a una cirugía para reparar un ligamento desgarrado en su muñeca izquierda. Tras terminar la temporada 2013-14, Henry promedió unos récord personal de 10,0 puntos, 2,7 rebotes, 1,2 asistencias y 1,0 robos en 21,1 minutos por partido.
El 18 de julio de 2014, Henry y los Lakers acordaron un año por $1 millón de dólares. Durante el inicio de la temporada 2014-15 con los Lakers, Henry fue varias veces asignado a Los Angeles D-Fenders de la NBA D-League. El 24 de noviembre de 2014, Henry sufrió una lesión en el tendón de Aquiles izquierdo durante un entrenamiento de 3 contra 3, por la cual se perderá el resto de la temporada 2014-15. El 28 de diciembre de 2014, Henry fue cortado por los Lakers para contratar a Tarik Black.
El 19 de octubre de 2015 firmó un contrato con los Golden State Warriors. pero fue cortado cuatro días más tarde sin llegar a debutar. El 2 de noviembre es adquirido por los Santa Cruz Warriors de la NBA Development League.
El 12 de septiembre de 2016 firmó contrato con Milwaukee Bucks, pero fue despedido antes del inicio de la pretemporada. El 3 de noviembre fue adquirido por los Oklahoma City Blue de la NBA Development League.

## Estadísticas de su carrera en la NBA

### Temporada regular
| Año     | Equipo      | PJ  | PT | MPP  | %TC  | %3P  | %TL  | RPP | APP | ROB | TPP | PPP  |
| ------- | ----------- | --- | -- | ---- | ---- | ---- | ---- | --- | --- | --- | --- | ---- |
| 2010-11 | Memphis     | 38  | 16 | 13.9 | .406 | .118 | .635 | 1.0 | .5  | .3  | .1  | 4.3  |
| 2011-12 | New Orleans | 45  | 0  | 16.9 | .395 | .412 | .612 | 2.4 | .8  | .6  | .2  | 5.3  |
| 2012-13 | New Orleans | 50  | 2  | 12.5 | .410 | .364 | .630 | 1.8 | .3  | .3  | .1  | 3.9  |
| 2013-14 | L.A. Lakers | 43  | 5  | 21.1 | .417 | .346 | .655 | 2.7 | 1.2 | 1.0 | .2  | 10.0 |
| 2014-15 | L.A. Lakers | 9   | 0  | 9.6  | .231 | .000 | .583 | .4  | .3  | .3  | .0  | 2.2  |
| Total   | Total       | 185 | 23 | 15.7 | .406 | .325 | .635 | 1.9 | .6  | .5  | .1  | 5.7  |